# Sphex solomon
Sphex solomon är en biart som beskrevs av Hensen 1991. Sphex solomon ingår i släktet Sphex och familjen grävsteklar. Inga underarter finns listade i Catalogue of Life.